# خايمي دوارتي
خايمي دوارتي (بالإسبانية: Jaime Duarte) (مواليد 27 فبراير 1955) هو لاعب كرة قدم. يلعب مع منتخب بيرو لكرة القدم. سبق له أن لعب في كأس العالم لكرة القدم مع منتخب بلاده.

## روابط خارجية
- خايمي دوارتي على موقع الاتحاد الدولي (مؤرشف)  (الإنجليزية)
- خايمي دوارتي على موقع قاعدة بيانات كرة القدم.إي يو (الإنجليزية)
- خايمي دوارتي على موقع ناشيونال فوتبول تيمز (الإنجليزية)